# Larentia ypsilonaria
Larentia ypsilonaria là một loài bướm đêm trong họ Geometridae.